# Laurence Harribey
Pour les articles homonymes, voir Harribey.
Laurence Harribey, née Eberhard le 8 février 1953 à Lyon (Rhône), est une femme politique et politologue française.

## Biographie
Laurence Harribey, après des études de sciences politiques et de droit à Paris, commence sa carrière professionnelle comme secrétaire générale d’une ONG européenne dans le secteur du développement local et du volontariat international.
Elle s’installe en Gironde au début des années 80 ; elle intègre alors la banque mutualiste puis devient enseignante-chercheuse à Bordeaux école de management où elle enseigne les politiques européennes régionales et le développement durable tout en poursuivant une activité d’expertise auprès des instances européennes comme des entreprises. Elle est titulaire d'une thèse de science politique, soutenue à l'IEP Paris en 2000 sous la direction de Pierre Muller et consacrée à l'analyse de la politique européenne de jeunesse. Sa thèse a fait l'objet d'un ouvrage, L'Europe et la Jeunesse, publiée chez L'Harmattan.
Membre du Parti socialiste depuis 1981, son engagement s’exprime avant tout par un investissement continu au niveau associatif, en particulier dans les domaines du développement culturel et de l’insertion économique en Sud Gironde où elle vit.
Elle devient adjointe au maire de Noaillan en 2002 puis maire en 2008 et présidente de la communauté de communes du canton de Villandraut.
En 2012, elle est choisie par Gilles Savary pour devenir sa suppléante aux élections législatives du mois de juin.
Elle est réélue en 2014 et devient 1ère vice Présidente de la Communauté de communes du Sud Gironde née de la fusion de trois communautés de communes (CdC de Langon, CdC de Villandraut et CdC du Pays paroupian)
Elle est élue en décembre 2015, conseillère régionale de Nouvelle-Aquitaine sur la liste girondine conduite par Alain Rousset, président.
Le 1er octobre 2017, elle devient sénatrice de la Gironde à la suite de la démission d'Alain Anziani, l'un des 41 sénateurs à avoir choisi de privilégier ses mandats locaux en vertu de la loi du 14 février 2014 sur le non-cumul des mandats en France. Elle abandonne son mandat de Maire et de vice-présidente de la communauté de communes du Sud Gironde mais reste conseillé Regionale.
Elle est réélue sénatrice en septembre 2020 comme tête de liste « Gironde, Terre d’engagement « ; liste qui obtient deux élus (Hervé Gille en deuxième position).
Au Sénat elle est membre de la Commission des Lois ainsi que de la Commission des Affaires européennes,. Elle abandonne son mandat de conseillère régionale en ne se représentant pas lors de l’élection de 2021.